# Olympus OM-4 Ti
Die Kamera Olympus OM-4 Ti kam 1987 auf den Markt. Sie ist die überarbeitete Nachfolgerin der OM-4 und wurde bis 2002 gebaut. Anfangs war sie nur „champagnerfarben“ verfügbar, später kam eine schwarz lackierte Version hinzu.
Die Kamera wurde für professionelle Benutzung konzipiert und entsprechend in ein umfangreiches Zubehörsystem integriert. Um den Anforderungen professioneller Nutzung zu genügen, wurden Deckkappe und Bodenplatte der Kamera aus widerstandsfähigem Titan hergestellt (wie auch bei ihrer Schwesterkamera, der Olympus OM-3 Ti).
Die Olympus OM-4 Ti ist in der Titelsequenz des James-Bond-Films Licence to Kill zu sehen.

## Belichtungsmesssystem
Die OM-4 Ti brachte als erste Kamera das „Vollsynchron“-Blitzmesssystem auf den Markt. Mit geeignetem Blitzgerät (Olympus F280) können Blitzsynchronzeiten zwischen 1/60 s und 1/2000 s gewählt werden. Ebenso wie ihre Vorgängerin, die Olympus OM-4 verfügt die OM-4 Ti über ein äußerst ausgereiftes Belichtungsmesssystem. Neben manueller Nachführmessung bietet sie Zeitautomatik. Die Kamera misst hierbei per mittenbetonter Integralmessung. Die Messung erfolgt „autodynamisch“ direkt auf dem Verschlussvorhang bzw. während der Belichtung auf der Filmoberfläche. Durch das autodynamische Messsystem reagiert die Kamera direkt auf veränderte Lichtverhältnisse und nutzt diese Technik auch um äußerst exakte Blitzbelichtungen zu realisieren. Darüber hinaus bietet die Kamera Spotmessung und Multispotmessung (bis zu 8 Messpunkte können zu einer Messung zusammengefasst werden). Die Messung erfolgt per Silizium-Fotodiode und deckt ca. 2 % des Bildfeldes ab. Hinzu kommen noch Highlight- und Shadow-Tasten für sehr helle bzw. sehr dunkle Motive.

## Zubehör

### Kamera-Antriebe
- Motor Drive: Im OM-System gibt es den Motor Drive 1 und Motor Drive 2. Beide erlauben Filmtransporte bis 5 Bilder/Sekunde. Der Motor Drive 2 bietet darüber hinaus auch eine motorisierte Filmrückspulung. Für die Motor Drives gibt es folgende Energiequellen: NiCd-Pack (15 V), Batteriehandgriff (18 V, für 12 Batterien oder Akkus der Größe AA), Steuergerät mit Netzanschluss.

- Winder: Im OM-System gibt es den Winder 1 und Winder 2. Der Winder 1 bietet nur Einzelbild-Aufnahmen, während der Winder 2 auch Serienbilder mit bis zu 2,5 Bilder/Sekunde bietet. Automatische Filmrückspulung bieten die Winder nicht.

### Kamera-Rückwände
Die Standard-Rückwand ist gegen folgende Rückwände austauschbar:
- OM-Datenrückwand: eine Rückwand zur Einbelichtung von Datum, Uhrzeit und Belichtungsdaten (Recorddata Back 4).
- Langfilmmagazine: Magazine 1 und 2 für Filmmaterial für bis zu 250 Aufnahmen.

### Mattscheiben
16 auswechselbare Typen von Mattscheiben, von der Vollmattscheibe bis zur Version mit Schnittbild/Mikroprismenring. Die Mattscheiben werden durch das Objektivbajonett gewechselt.

### Blitzgeräte
Im OM-System gibt es mehrere Blitzgeräte mit unterschiedlichen Merkmalen. Besonders erwähnenswert ist das Vollsynchron-Blitzgerät Olympus F280, das im FP-Modus Blitzsynchronzeiten zwischen 1/60 s und 1/2000 s bietet.

### Fernauslösezubehör
Für die Steuerung der OM-4 Ti aus der Entfernung gibt es eine Reihe von Zubehör, wie bspw. Fernauslösekabel, den manuellen Quarz-Fernauslöser usw.